# Stormont (ancienne circonscription fédérale)
Pour les articles homonymes, voir Stormont.
Stormont fut une circonscription électorale fédérale de l'Ontario, représentée de 1867 à 1882, 1904 à 1917 et de 1925 à 1968.
C'est l'Acte de l'Amérique du Nord britannique de 1867 qui créa le district électoral de Stormont. Abolie en 1882, la circonscription fut intégrée dans Cornwall et Stormont. 
La circonscription réapparut en 1903 à partir de Cornwall et Stormont. Abolie en 1914, elle fut intégrée dans Durham et dans Glengarry et Stormont.
Elle a été créée une troisième fois en 1924 avec des portions de Dundas et de Glengarry et Stormont. Abolie en 1966, elle fut intégrée dans Stormont—Dundas.

## Géographie
En 1867, la circonscription de Stormont comprenait:
- Le comté de Stormont

En 1947, elle comprenait:
- Le comté de Stormont, incluant la ville de Cornwall

## Députés
1867 - 1882
1. 1867-1872 — Samuel Ault, L-C
2. 1872-1878 — Cyril Archibald, PLC
3. 1878-1882 — Oscar Fulton, L-C

1904 - 1917
1. 1904-1908 — Robert A. Pringle, CON
2. 1908-1911 — Robert Smith, PLC
3. 1911-1917 — Duncan Orestes Alguire, CON

1925 - 1968
1. 1925-1926 — Charles James Hamilton, CON
2. 1926-1930 — Arnold Neilson Smith, PLC
3. 1930-1935 — Frank Thomas Shaver, CON
4. 1935-1954 — Lionel Chevrier, PLC
5. 1954-1958 — Albert Peter Lavigne, PLC
6. 1958-1962 — Grant Campbell, PC
7. 1962-1968 — Lucien Lamoureux, PLC

- CON = Parti conservateur du Canada (ancien)
- L-C = Parti libéral-conservateur
- PLC = Parti libéral du Canada